# Mr. McMahon (miniserie televisiva)
Mr. McMahon è una miniserie televisiva documentaristica statunitense del 2024 diretta da Chris Smith, basata sull'influente e controversa carriera di Vince McMahon, ex patron della WWE.
La miniserie, composta da sei puntate, è stata pubblicata su Netflix il 25 settembre 2024.
Il documentario contiene interviste a numerose figure di spicco del mondo del wrestling, tra cui Hulk Hogan, Triple H, Steve Austin, Paul Heyman, Bret Hart, Eric Bischoff, Shane McMahon e Stephanie McMahon. Comprende inoltre anche personalità dei media come la donna d'affari Kay Koplovitz, il giornalista Dave Meltzer e altri individui chiave dell'industria del wrestling, fornendo un'ampia gamma di prospettive sulla carriera e l'eredità di McMahon.

## Tematica
Una delle tematiche principali nella serie è la discussione su quanto siano simili nella vita reale Vince McMahon e il suo personaggio malvagio "Mr. McMahon", interpretato in WWE. Mentre Vince McMahon è sicuro del fatto che siano due cose totalmente differenti e separate, gran parte degli intervistati nel documentario mettono in dubbio questa affermazione, o affermano almeno che il personaggio esagera i tratti della personalità già presenti nel vero McMahon. Dave Meltzer del Wrestling Observer Newsletter ha suggerito che questa è stata una delle principali fonti di frustrazione per McMahon durante la visione di una proiezione anticipata della serie, ed è ciò che ha portato McMahon a rinnegare la serie un giorno prima della sua uscita.

## Episodi
| nº | Titolo originale | Titolo italiano    | Trama | Pubblicazione     |
| -- | ---------------- | ------------------ | --- | ----------------- |
| 1  | Junior           | Junior             | Vince McMahon parla dei suoi primi anni di vita, dall'incontro con suo padre, Vincent J. McMahon, conosciuto per la prima volta a dodici anni, al coinvolgimento nella promozione di wrestling di suo padre, la World Wide Wrestling Federation. Poco dopo aver acquistato la compagnia da suo padre, la ribattezzò World Wrestling Federation e iniziò a promuoverla al di fuori dei suoi confini territoriali e a strappare atleti da altre federazioni a suon di denaro. Hulk Hogan, che era stato licenziato da McMahon Sr. per aver recitato in Rocky III, fu riportato nella World Wrestling Federation per realizzare il sogno di McMahon Jr. di portare la federazione alla fama mainstream. | 25 settembre 2024 |
| 2  | Heat             | Tifo contro        | Il successo di WrestleMania I, così come la première del Saturday Night's Main Event sulla televisione nazionale, costrinse i talenti della WWF a lavorare senza sosta. Prima di WrestleMania 2, Jesse Ventura tentò di organizzare un sindacato dei lottatori, progetto che fu immediatamente annullato dopo che Hogan informò McMahon dei piani di Ventura. Nel 1987, WrestleMania III ottenne un record di presenze al Pontiac Silverdome e consolidò Hogan come celebrità in tutto il mondo. All'inizio degli anni novanta, la popolarità della WWF era in declino mentre McMahon e la compagnia furono pesantemente criticati per la questione degli steroidi e uno scandalo sessuale. Poco dopo essersi ritirato per concentrarsi sulla recitazione, Hogan ottenne un lucroso accordo da Eric Bischoff per lavorare con la rivale World Championship Wrestling. | 25 settembre 2024 |
| 3  | Screwjob         | Finale controverso | Durante il processo seguito allo scandalo degli steroidi, McMahon viene assolto dopo che la testimonianza di Hogan, che aveva dichiarato come egli non avesse mai fatto assumere steroidi a nessun lottatore, lo scagiona. Tra la diminuzione delle vendite di biglietti e gli ascolti bassi, la WWF introduce una nuova generazione di lottatori guidata da Bret Hart. Nel frattempo, la WCW continua a sottrarre atleti alla WWF con contratti più remunerativi prima di competere direttamente con la compagnia in quella che sarebbe diventata nota come la Monday Night War. L'ultimo giorno di Scott Hall e Kevin Nash in WWF termina con il "MSG Incident", in cui infrangono la kayfabe e abbracciano sul ring i rivali Shawn Michaels e Hunter Hearst Helmsley; episodio che porta alla sospensione di Helmsley da parte di McMahon. Mesi dopo, Hall e Nash passano alla WCW e scioccano il mondo formando il New World Order con Hogan, portando WCW Monday Nitro a battere negli ascolti WWF Raw per 83 settimane consecutive. McMahon acconsente che Hart lasci la WWF per andare in WCW, ma temendo che possa portarsi dietro la cintura WWF Championship, orchestra lo "screwjob di Montreal" alle Survivor Series 1997 per fargli perdere il titolo. | 25 settembre 2024 |
| 4  | Attitude         | Attitude           | All'indomani dello screwjob di Montreal, McMahon si prende tutto l'odio generato dai fan per creare il suo personaggio heel sullo schermo, inaugurando l'Attitude Era. Steve Austin, The Rock e la fazione D-Generation X diventano le principali attrazioni della WWF mentre l'Attitude Era cambia le sorti della Monday Night War. All'evento pay-per-view Over the Edge del 23 maggio 1999, Owen Hart muore precipitando sul ring mentre stava calandosi dal soffitto per la sua entrata, a causa di un malfunzionamento dell'imbragatura. Hart precipitò da 24 metri di altezza e morì sul ring. McMahon viene criticato per aver lasciato che l'evento continuasse. | 25 settembre 2024 |
| 5  | Family Business  | Affari di famiglia | Nel 2000 la WWF si era quotata alla Borsa di New York mentre la WCW annaspava nella guerra degli ascolti. Nel marzo 2001 la WWF acquistò la WCW dalla AOL Time Warner per 2,5 milioni di dollari, ponendo fine alla Monday Night War. Un anno dopo, McMahon perde una causa intentata dal World Wildlife Fund sull'uso dell'acronimo WWF, costringendolo a cambiare il nome della federazione in World Wrestling Entertainment. In assenza di concorrenza, la WWE subisce un calo di ascolti e creatività, con The Rock che lascia per intraprendere la carriera di attore e Austin che si ritira dal ring. McMahon dà inizio alla Ruthless Aggression Era, che vede l'ascesa di John Cena. Tra numerosi disaccordi commerciali con suo padre, Shane McMahon lascia la WWE nel 2009 per perseguire le proprie iniziative. | 25 settembre 2024 |
| 6  | The Finish       | Il finale          | Dopo la sua sconfitta contro Donald Trump (tramite l'incontro Bobby Lashley vs Umaga) a WrestleMania 23 nel 2007, McMahon mette in scena la propria morte in un episodio di Raw. Una settimana dopo, la storyline viene interrotta a causa del duplice omicidio e suicidio di Chris Benoit, che ancora una volta mette nei guai la WWE per presunto abuso di steroidi. L'ex talento della WWE e neuroscienziato Christopher Nowinski ha esaminato il cervello di Benoit e ha concluso che soffriva di encefalopatia traumatica cronica, una malattia neurologica legata alle commozioni cerebrali subite sul ring. Le scoperte di Nowinski hanno portato la WWE ad avviare la propria politica di sicurezza e a vietare la maggior parte degli attacchi fisici alla testa, come i colpi con le sedie. Per attirare più sponsor, la WWE ha abbassato il livello di violenza. Mentre la figlia di McMahon Stephanie e il genero Triple H sono sempre più coinvolti nella produzione, Shane è tornato in WWE nel 2016. La WWE ha continuato a prosperare con il lancio del WWE Network, l'accordo multimiliardario con il servizio di streaming Peacock porta un rapido aumento del valore delle sue azioni. Nel giugno 2022, McMahon si dimette dalla carica di presidente e amministratore delegato a causa delle accuse di molestie sessuali, ma rimane nel consiglio di amministrazione. Torna ad esercitare la carica di presidente nel gennaio 2023, con Stephanie che si è dimessa da co-CEO. McMahon ha venduto la WWE a Endeavor, unendo la sua compagnia con la UFC per formare la TKO Group Holdings. Nel 2024, tra ulteriori accuse di cattiva condotta sessuale, McMahon si dimette ancora una volta e vende per 411,95 milioni di dollari le sue azioni TKO. Cancella inoltre la sua intervista finale per questa serie. | 25 settembre 2024 |

## Distribuzione
La serie è stata distribuita sulla piattaforma di streaming digitale Netflix il 25 settembre 2024. Il trailer uscì il 5 settembre 2024.

## Accoglienza
Il 24 settembre 2024 Vince McMahon postò una dichiarazione sul suo account X, definendo il documentario "ingannevole" e sostenendo che era intenzionalmente fuorviante per gli spettatori, creando confusione attorno ad eventi chiave. Secondo quanto riferito, McMahon ha anche espresso interesse ad acquistare i diritti di Mr. McMahon per impedirne la distribuzione, con l'obiettivo di garantire che il documentario non sia ampiamente visto.
Scrivendo sul The Wall Street Journal, John Anderson suggerisce che Smith offra un ritratto relativamente onesto di McMahon, con approfondimenti da parte di personaggi come Hulk Hogan e John Cena sulla sua personalità enigmatica e sui parallelismi tra wrestling e politica contemporanea.
Il giornalista Dave Meltzer, che prese parte alla serie, generalmente l'ha elogiata al momento del rilascio, ritenendo che non contenesse grosse imprecisioni o abbellimenti a parte il racconto del match tra Hulk Hogan e André the Giant a WrestleMania III. Meltzer, tuttavia, ha ritenuto che nell'episodio 3 si sarebbe dovuto dare maggiore enfasi al fatto che Bret Hart aveva il controllo creativo sul suo personaggio in WWF, e che questo era un aspetto importante per capire perché lo screwjob di Montreal fosse stato così controverso. Un'omissione notata da Meltzer è stata nell'episodio 2, dove non è stato mostrato che Linda McMahon aveva ricevuto una soffiata secondo cui George Zahorian, che riforniva di steroidi lo spogliatoio della WWF, era sotto indagine, e successivamente Zahorian fu licenziato dallo staff medico della compagnia. Ciò aiutò Vince McMahon ad evitare la condanna nel processo sugli steroidi.
Scrivendo per la BBC, Manish Pandey e Riyah Collins osservarono che sebbene il documentario in sei parti fornisca ""un ritratto abbastanza onesto" della carriera di Vince McMahon, fatica a offrire nuovi spunti, a causa del suo ritiro dalle riprese a seguito di gravi accuse. Sottolinearono che questa assenza influisce sulla profondità del documentario, portando a chiedersi se "tiri indietro completamente il sipario" per McMahon.
Sull'aggregatore di recensioni Rotten Tomatoes, Mr. McMahon ha un indice di gradimento del 70% basato su 10 recensioni, con un voto medio di 7,5 su 10.